# Aansluit- en Transportovereenkomst
Een aansluit- en transportovereenkomst (ATO) is een overeenkomst tussen een energieleverancier en de netbeheerder. De ATO wordt afgesloten voor de aansluiting op het elektriciteits- en gasnet, het onderhoud hiervan en de transport van elektriciteit en gas. 
In de ATO staat onder andere de aansluitcapaciteit en het gecontracteerde transportvermogen van de aansluiting. Waar in het verleden het vermogen van een aansluiting vastlag en gegarandeerd werd, vinden nu ontwikkelingen plaats in het kader van de energietransitie, die een meer flexibel gebruik van aansluitingen mogelijk maakt. Dit zijn zogenaamde non-firm ATO's.